# Park Narodowy Black River Gorges
Park Narodowy Black River Gorges (ang. Black River Gorges National Park, BRGNP) – park narodowy utworzony w 1994 roku, znajdujący się w południowo-zachodniej części wyspy Mauritius, należącej do Republiki Mauritiusu – państwa położonego na Oceanie Indyjskim.
Park narodowy jest częścią rezerwatu biosfery Black River Gorges-Bel Ombre Biosphere Reserve (pierwotnie pod nazwą Macchabée – Bel Ombre Biosphere Reserve) utworzonego w 1977 roku, a także stanowi część dwóch ostoi ptaków IBA organizacji BirdLife International. Od 2006 roku figuruje na maurytyjskiej liście informacyjnej – liście obiektów, które Mauritius zamierza rozpatrzyć do zgłoszenia na listę światowego dziedzictwa UNESCO na podstawie zaproponowanych kryteriów przyrodniczych VII, IX oraz X.

## Charakterystyka

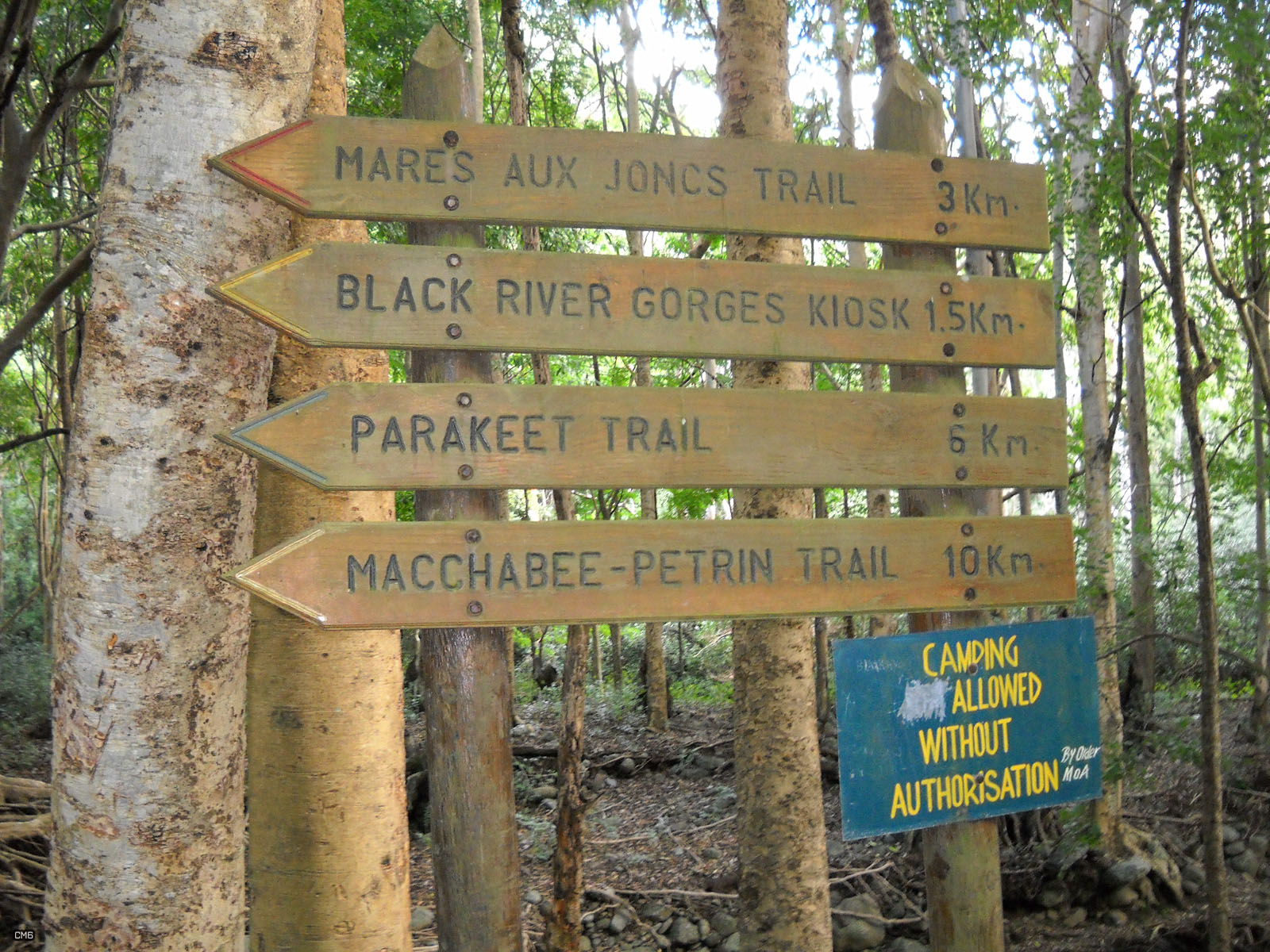
Kierunkowskaz ze szlakami na terenie parku (2010)

Park Narodowy Black River Gorges został założony w 1994 roku na mocy uchwalonej rok wcześniej ustawy Wildlife and National Parks Act, stając się pierwszym parkiem narodowym na terenie kraju. Znajduje się w południowo-zachodniej części Mauritiusa i zajmuje obszar 6574 ha, co stanowi 3,5% powierzchni wyspy. Na jego terenie wznosi się najwyższy szczyt kraju, Piton de la Petite Rivière Noire (828 m n.p.m.).
Przez park prowadzi ok. 60 km oznakowanych szlaków turystycznych. Do dyspozycji odwiedzających są dwa centra informacji turystycznej, toalety, parkingi, wyznaczone miejsca na pikniki oraz malownicze punkty widokowe (np. koło wodospadu Alexandra Falls). Parkiem zarządza Służba Parków Narodowych i Ochrony Przyrody (ang. National Parks and Conservation Service, NPCS) działająca przy Ministerstwie Przemysłu Rolnego i Bezpieczeństwa Żywnościowego (ang. Ministry of Agro-Industry and Food Security). Znajdują się tu cztery stacje terenowe, na których prowadzony jest monitoring środowiska oraz prace badawcze. Wykorzystują je pracownicy NPCS, działacze organizacji Mauritian Wildlife Foundation oraz studenci miejscowych uniwersytetów.

## Flora i fauna

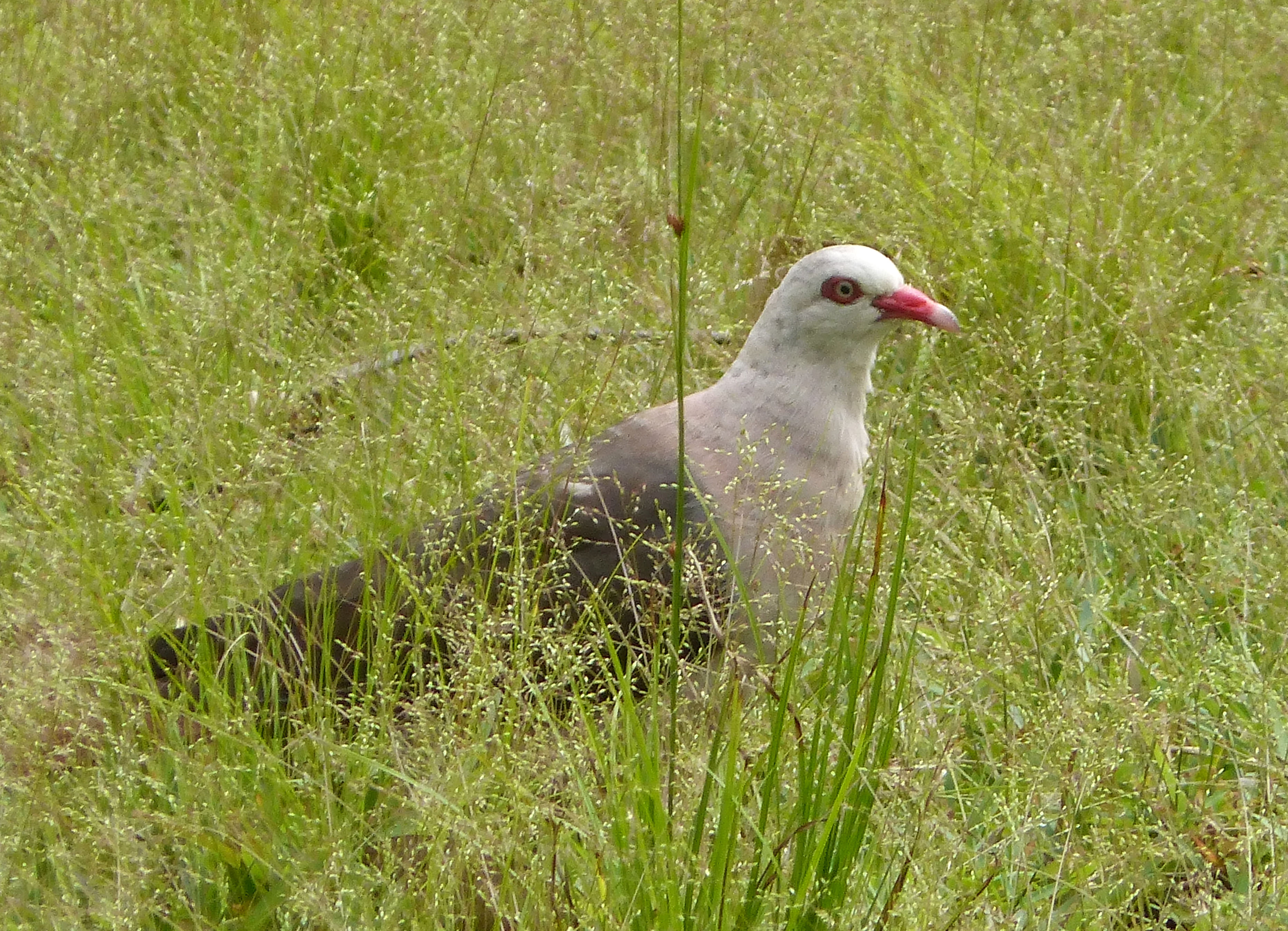
Synogarlica rdzawosterna na terenie parku (2014)

Park narodowy został ustanowiony przede wszystkim dla ochrony endemicznej flory i fauny (w tym awifauny) wyspy oraz pozostałości bogatych i unikatowych ekosystemów – głównie tropikalnych wilgotnych lasów nizinnych tworzących ekoregion WWF Mascarene forests, a także lasów mglistych na zboczach góry Montagne Cocotte.
Endemity stanowią ok. 25% gatunków roślin i zwierząt na Mauritiusie, jednak poważnie zagraża im obecność gatunków inwazyjnych oraz introdukowanych, takich jak gujawa truskawkowa (Psidium cattleianum), ligustr Ligustrum robustum, pielgrzan madagaskarski (Ravenala madagascariensis) i Hiptage benghalensis oraz sambar sundajski (Cervus timorensis), makak krabożerny (Macaca fascicularis), zając czarnoszyi (Lepus nigricollis), bilbil zbroczony (Pycnonotus jocosus), dzik (Sus scrofa) czy szczur śniady (Rattus rattus), które konkurują o zasoby z rodzimymi gatunkami. Czynna ochrona tego obszaru polega m.in. na fizycznym usuwaniu roślin inwazyjnych oraz wyłapywaniu zwierząt obcych przy użyciu pułapek.

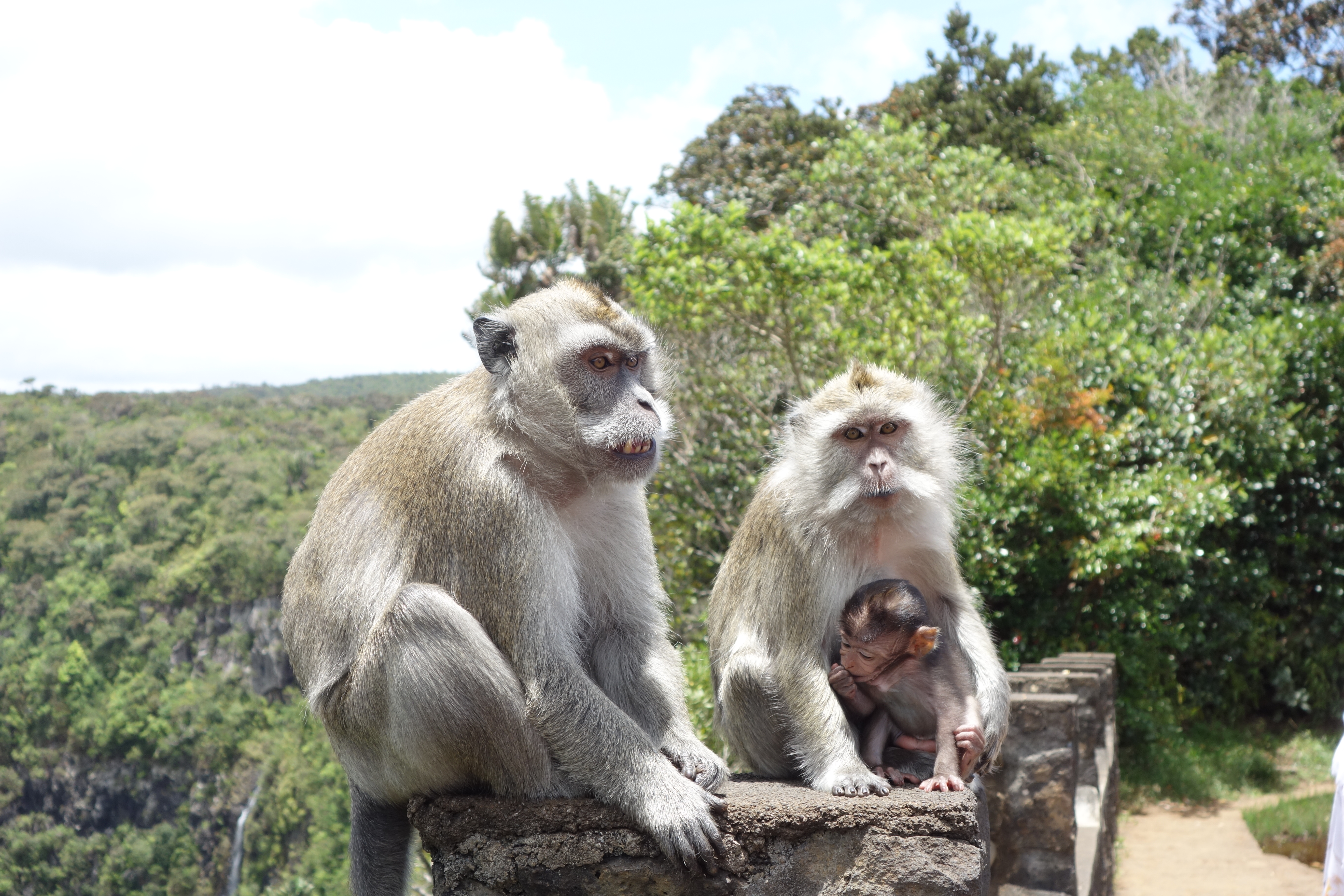
Inwazyjne makaki krabożerne (2016)

Na terenie Parku Narodowego Black River Gorges występują 163 spośród 311 gatunków roślin endemicznych Mauritiusa. Duża część z nich (ok. 60%) uznawana jest za gatunki zagrożone, m.in. hurma Diospyros tessellaria, Ruizia boutoniana oraz Cassine orientalis. Według IUCN maurytyjska flora uchodzi za trzecią pod względem zagrożenia na świecie (po florze Hawajów i Wysp Kanaryjskich).
W parku żyje 28 gatunków ptaków endemicznych dla Mauritiusa, w tym 8 gatunków narażonych, zagrożonych bądź krytycznie zagrożonych wyginięciem – pustułka maskareńska (Falco punctatus), synogarlica rdzawosterna (Nesoenas mayeri), aleksandretta krótkosterna (Psittacula eques), salangana maskareńska (Collocalia francica), gąsienicojad maurytyjski (Lalage typica), szczeciak maurytyjski (Hypsipetes olivaceus), szlarnik maurytyjski (Zosterops chloronothos) i wikłacz maurytyjski (Foudia rubra), a także szlarnik białorzytny (Zosterops borbonicus), muchodławka maskareńska (Terpsiphone bourbonnensis) i szlarnik popielaty (Zosterops mauritianus). Intensywny i zakończony sukcesem program ochrony i reintrodukcji ptaków, zwłaszcza trzech pierwszych wymienionych gatunków, prowadzony jest na tym obszarze od 1973 roku, głównie w ramach Gerald Durrell Endemic Wildlife Sanctuary.
Na terenie parku narodowego żyją też dwa endemiczne i zagrożone gatunki nietoperzy: rudawka mauritiuska (Pteropus niger) i goblinek maskareński (Mormopterus acetabulosus) oraz jaszczurki: Gongylomorphus fontenayi, Phelsuma rosagularis, Phelsuma guimbeaui i Phelsuma cepediana.

## Galeria

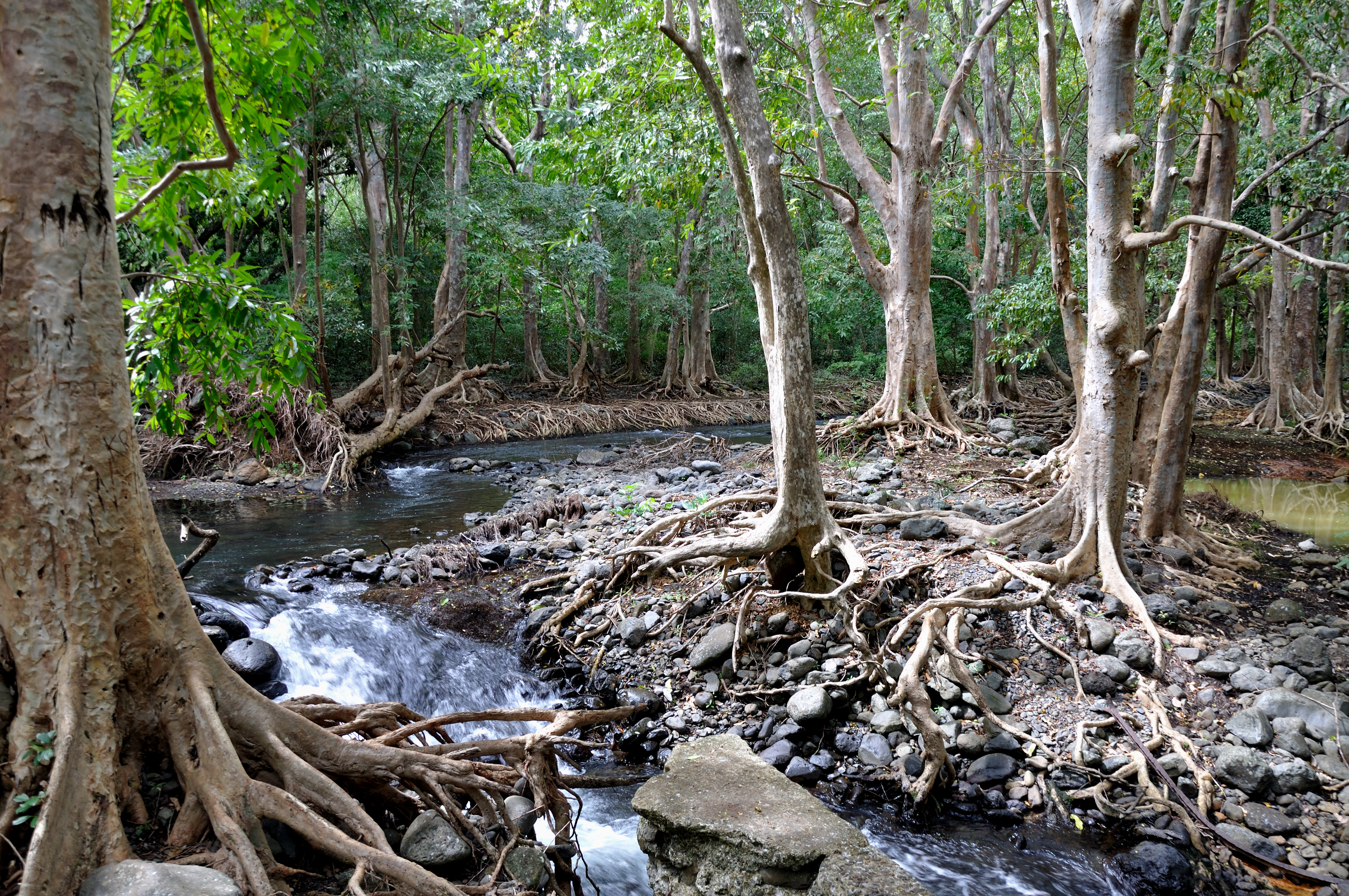
Lasy w parku narodowym (2009)
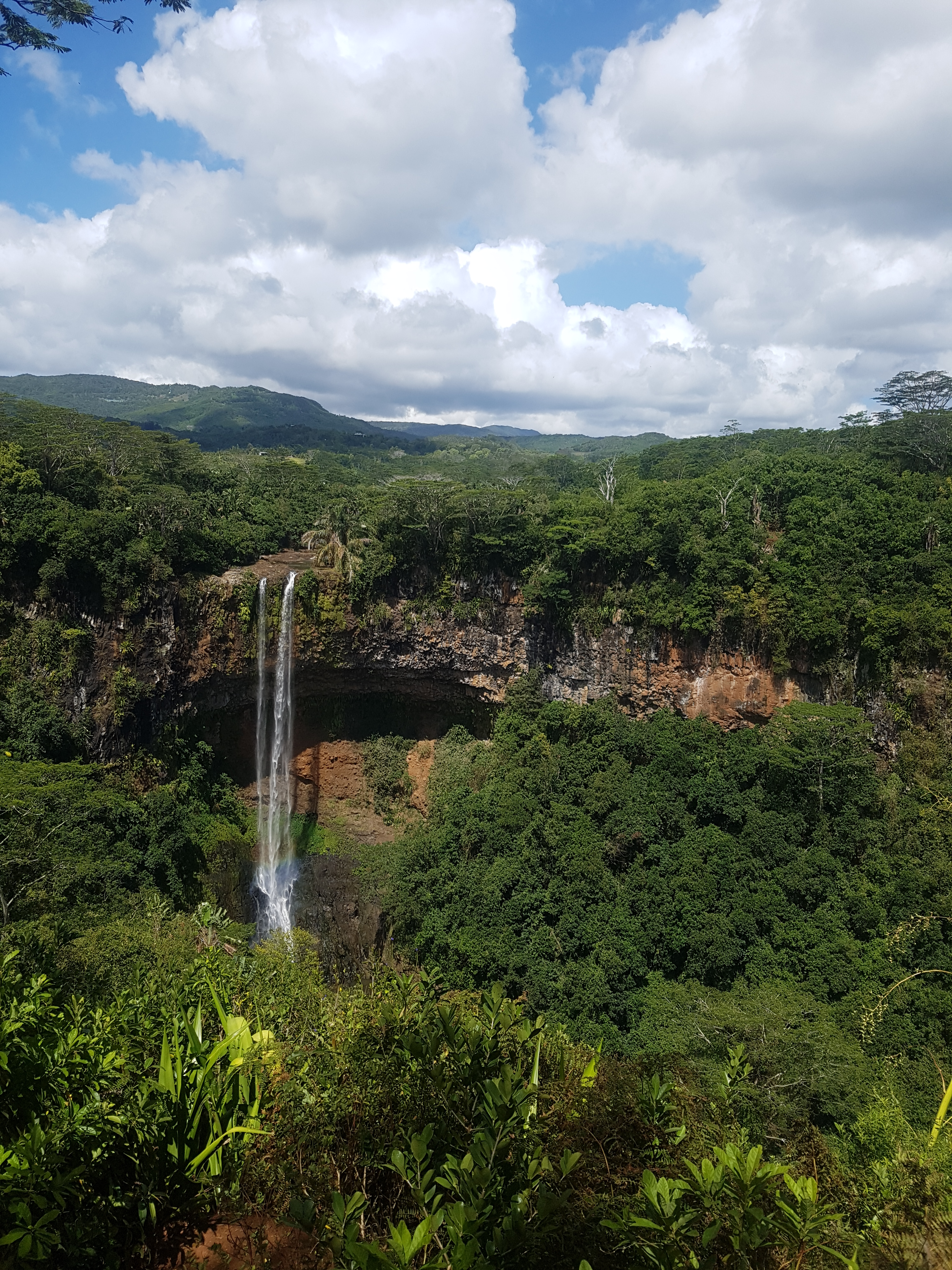
Wodospad Alexandra Falls (2018)
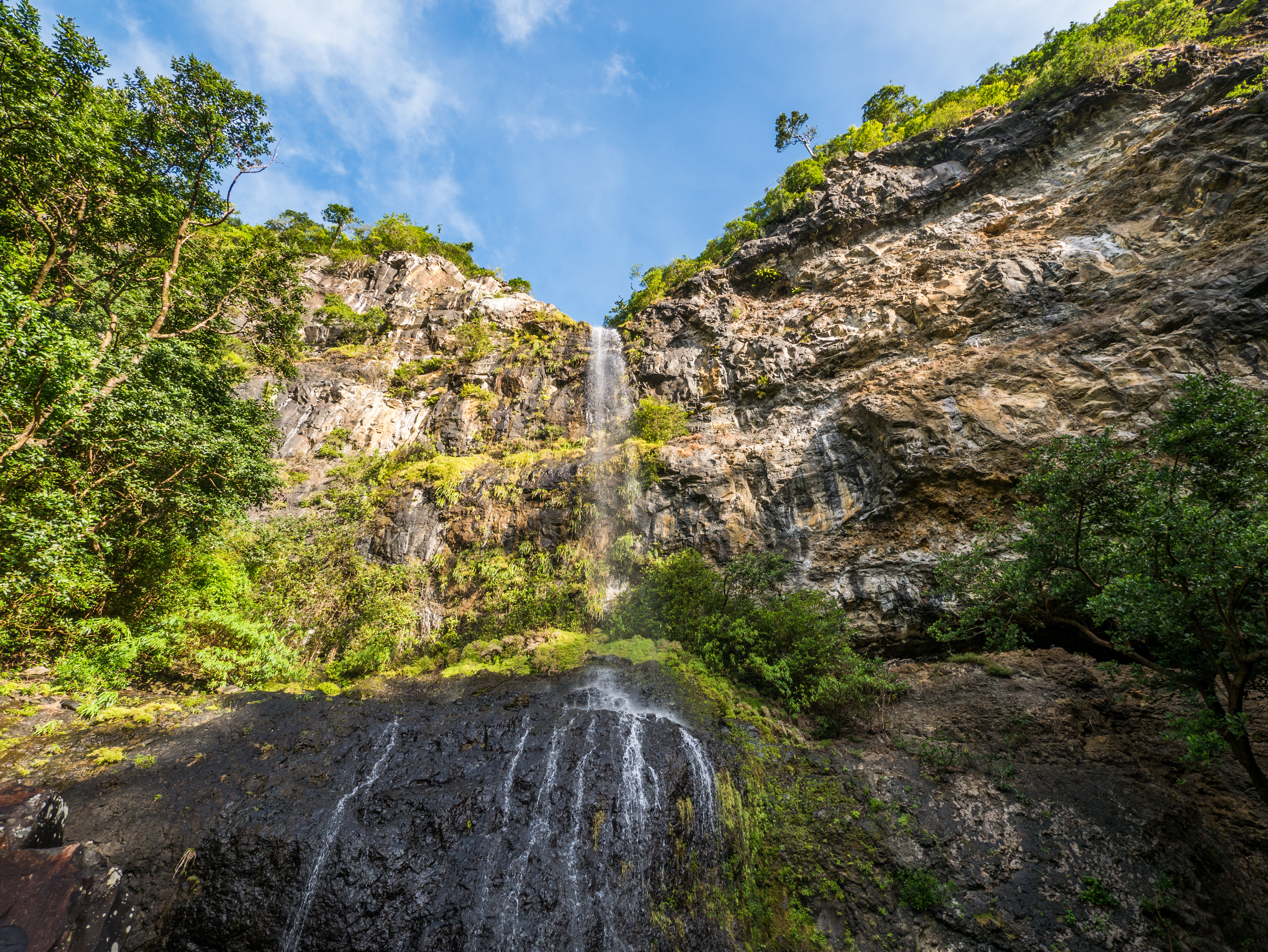
Jeden z wodospadów na terenie parku (2015)
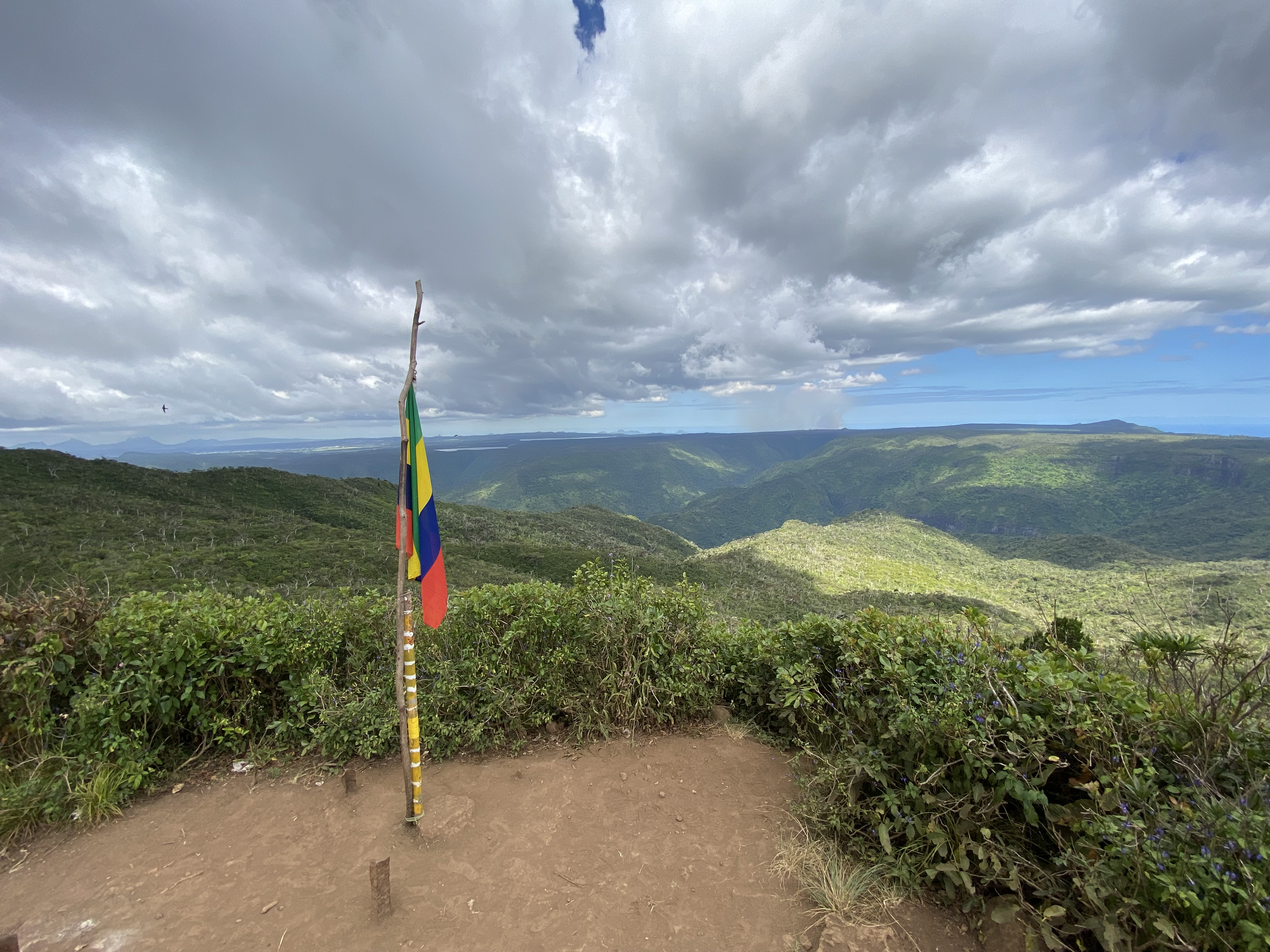
Widok ze szczytu Piton de la Petite Rivière Noire (2021)
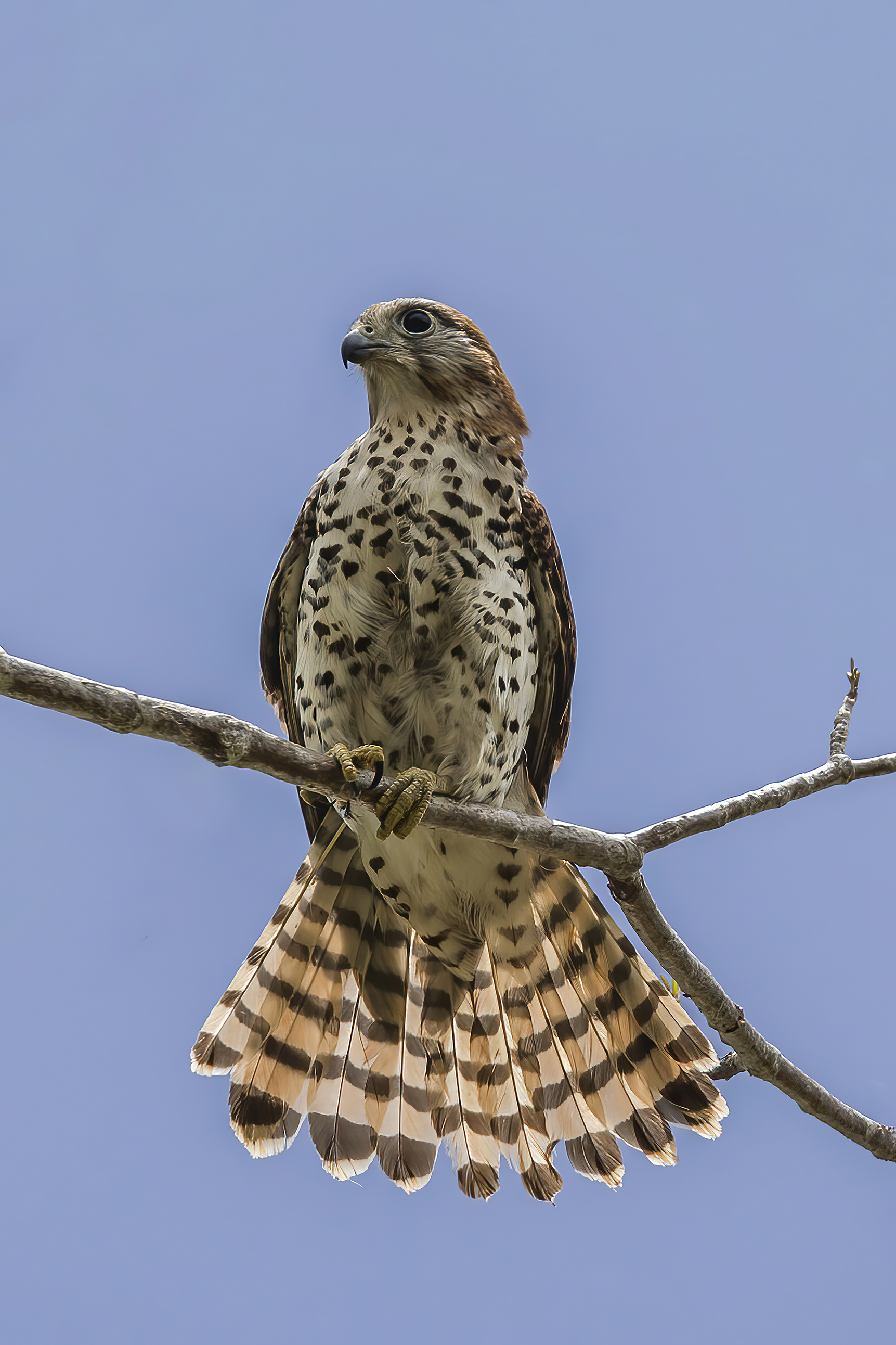
Pustułka maskareńska (2022)
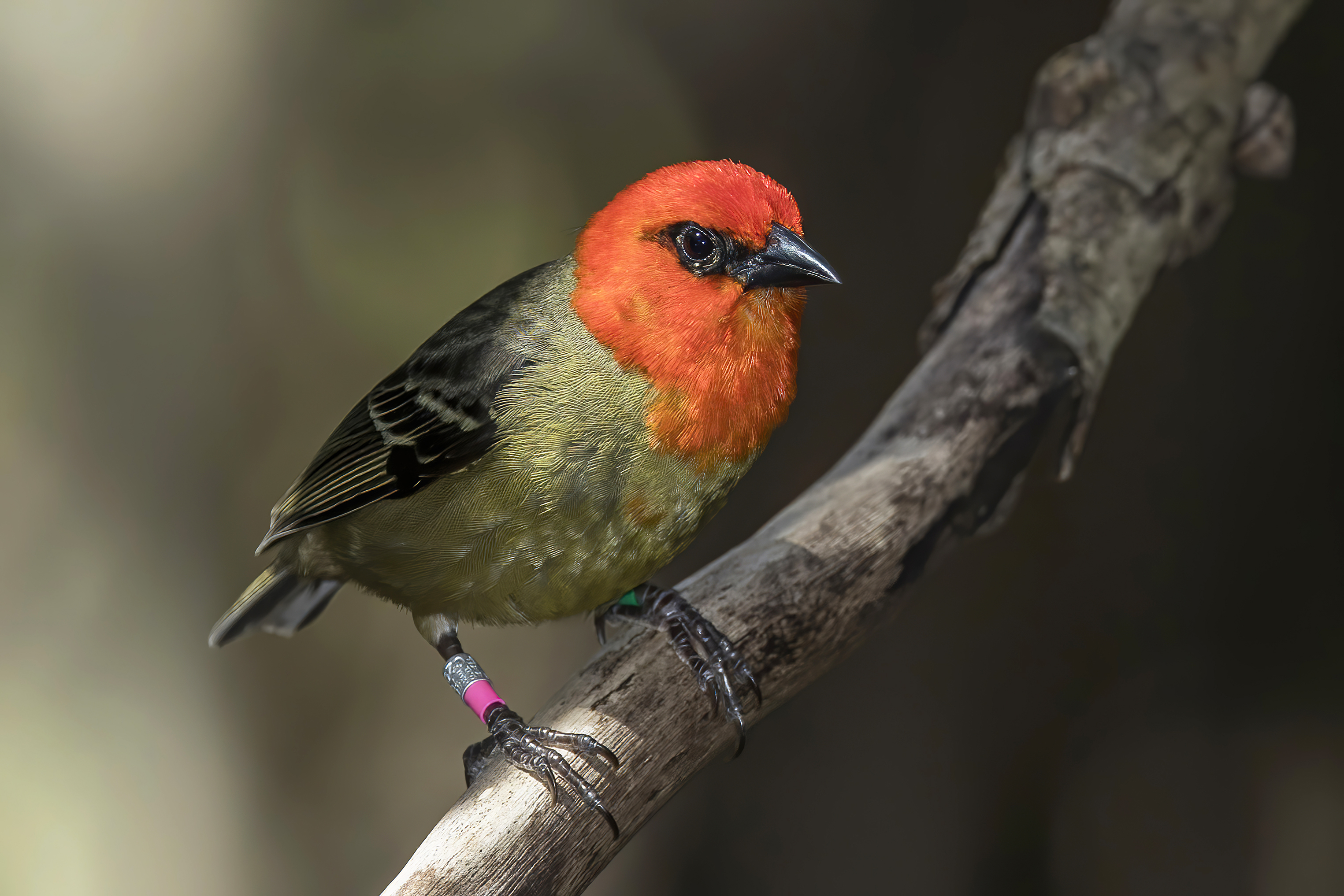
Wikłacz maurytyjski (2022)
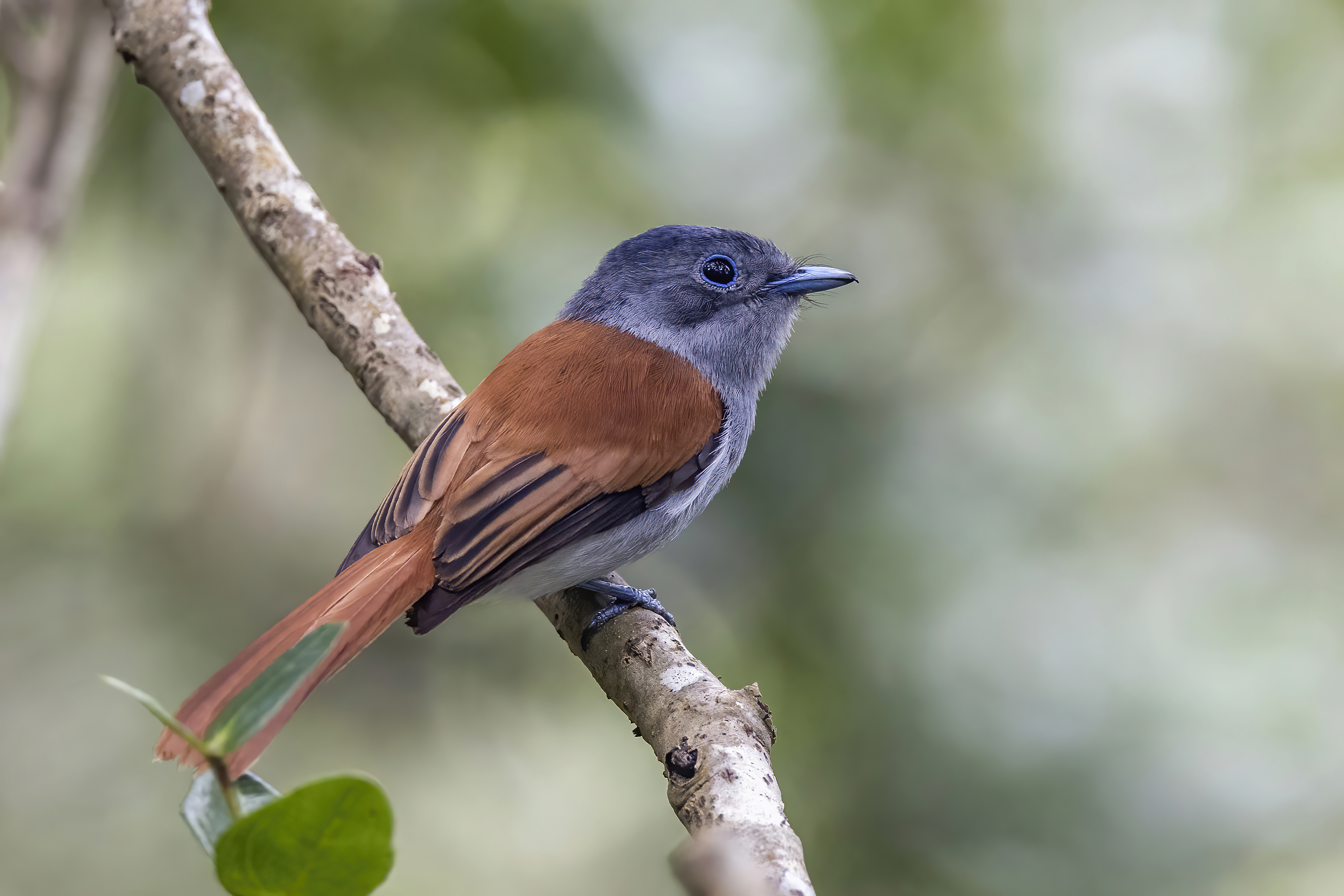
Muchodławka maskareńska (2022)
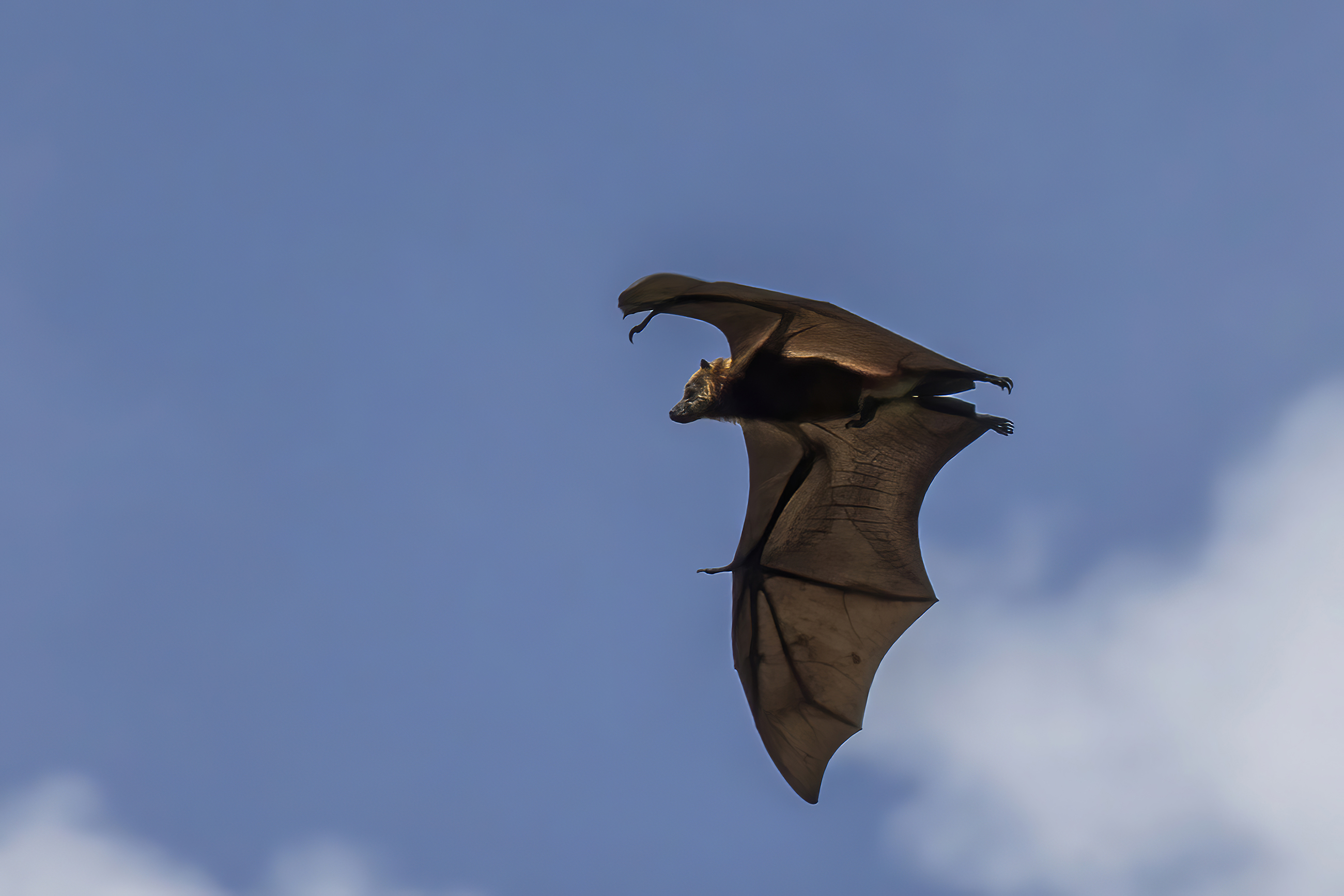
Rudawka mauritiuska w locie (2022)
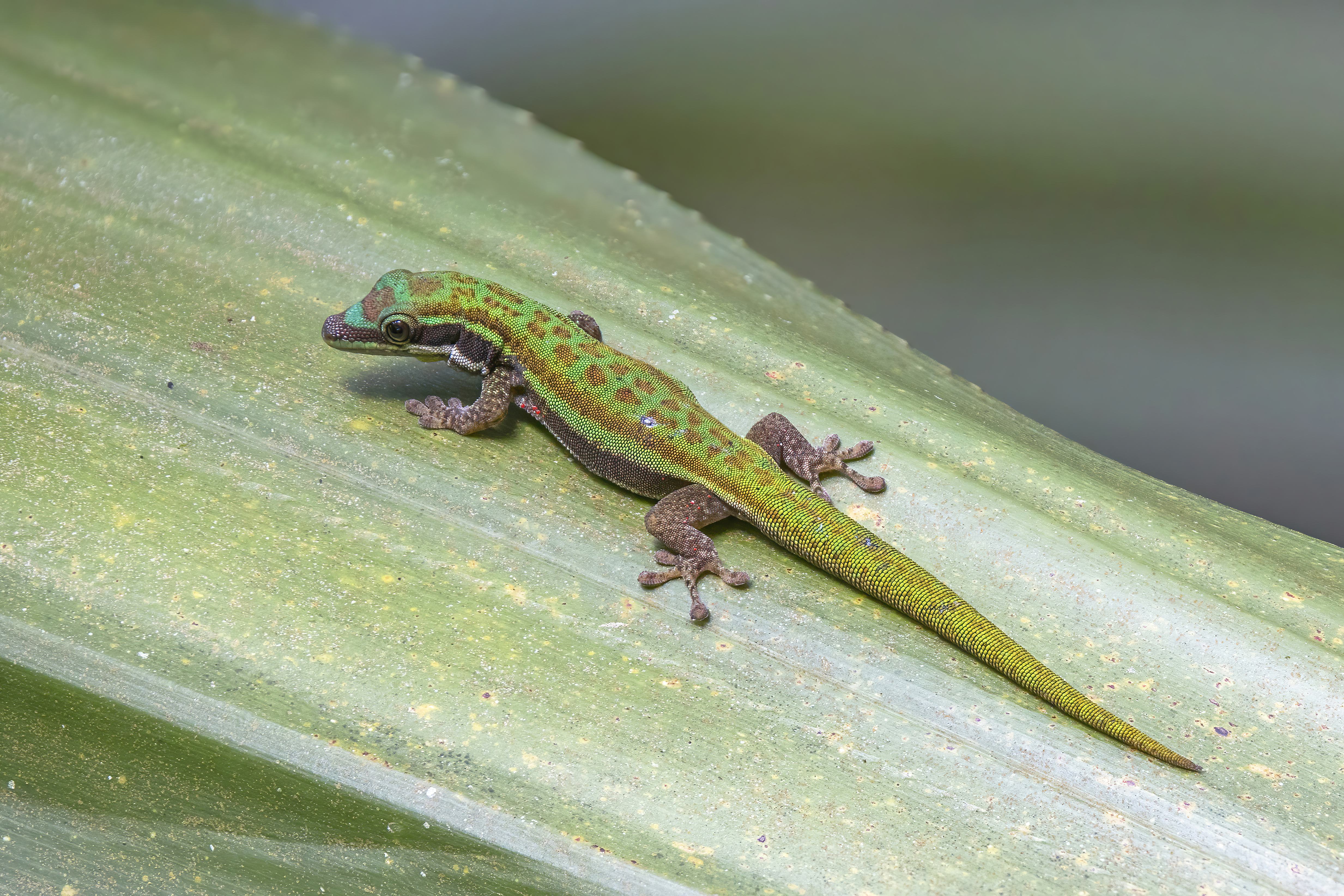
Phelsuma cepediana (2022)